# 旭村 (茨城県鹿島郡)
旭村（あさひむら）は、茨城県にあった村である。
2005年（平成17年）10月11日に鉾田町、大洋村と合併して鉾田市となった。

## 地理
茨城県中部、鹿島灘に面する村。村の北には涸沼がある。
- 河川：大谷川
- 湖沼：涸沼

### 隣接していた自治体
- 鹿島郡鉾田町
- 東茨城郡茨城町
- 東茨城郡大洗町

## 歴史

### 沿革
- 1953年（昭和28年）5月18日 - 国道123号（現在の国道51号）が制定。
- 1955年（昭和30年）3月3日 - 夏海村・大谷村・諏訪村が合併して旭村となる。
- 1985年（昭和60年）3月14日 - 鹿島臨海鉄道大洗鹿島線が開業。
- 2005年（平成17年）10月11日 - 鉾田町・大洋村と合併し、鉾田市となる。

### 行政区域変遷
- 変遷の年表

| 旭村村域の変遷（年表） | 旭村村域の変遷（年表） | 旭村村域の変遷（年表） |
| 年                     | 月日                   | 旧旭村村域に関連する行政区域変遷 |
| ---------------------- | ---------------------- | --- |
| 1889年（明治22年）     | 4月1日                 | 町村制施行に伴い、以下の村がそれぞれ発足。 - 夏海村 ← 成田村、上釜村、沢尻村、荒地村、神山村 - 大谷村 ← 上太田村、下太田村、造谷村、鹿田村、玉田村、田崎村、子生村 - 諏訪村 ← 籾山村、滝浜村、勝下村、勝下新田、柏熊新田、安房村、柏熊村 |
| 1955年（昭和30年）     | 3月3日                 | 夏海村・大谷村・諏訪村が合併して旭村が発足。 |
| 1955年（昭和30年）     | 7月23日                | 旭村の一部（神山と成田の一部）を東茨城郡大洗町へ編入。 |
| 1955年（昭和30年）     | 8月                    | 旭村の一部（柏熊・安房の各一部）は鉾田町へ編入。 |
| 2005年（平成17年）     | 10月11日               | 旭村は鉾田町・大洋村とともに合併し、鉾田市が発足。旭村は消滅。 |

- 変遷表

| 旭村村域の変遷表（※細かい境界の変遷は省略） | 旭村村域の変遷表（※細かい境界の変遷は省略） | 旭村村域の変遷表（※細かい境界の変遷は省略） | 旭村村域の変遷表（※細かい境界の変遷は省略） | 旭村村域の変遷表（※細かい境界の変遷は省略） | 旭村村域の変遷表（※細かい境界の変遷は省略） | 旭村村域の変遷表（※細かい境界の変遷は省略） |
| 1868年 以前                                 | 1868年 以前                                 | 明治22年 4月1日                             | 明治22年 - 昭和19年                         | 昭和20年 - 昭和64年                         | 平成元年 - 現在                             | 現在                                        |
| ------------------------------------------- | ------------------------------------------- | ------------------------------------------- | ------------------------------------------- | ------------------------------------------- | ------------------------------------------- | ------------------------------------------- |
|                                             | 田崎村                                      | 大谷村                                      | 大谷村                                      | 昭和30年3月3日 旭村                         | 平成17年10月11日 鉾田市                     | 鉾田市                                      |
|                                             | 上太田村                                    | 大谷村                                      | 大谷村                                      | 昭和30年3月3日 旭村                         | 平成17年10月11日 鉾田市                     | 鉾田市                                      |
|                                             | 下太田村                                    | 大谷村                                      | 大谷村                                      | 昭和30年3月3日 旭村                         | 平成17年10月11日 鉾田市                     | 鉾田市                                      |
|                                             | 鹿田村                                      | 大谷村                                      | 大谷村                                      | 昭和30年3月3日 旭村                         | 平成17年10月11日 鉾田市                     | 鉾田市                                      |
|                                             | 造谷村                                      | 大谷村                                      | 大谷村                                      | 昭和30年3月3日 旭村                         | 平成17年10月11日 鉾田市                     | 鉾田市                                      |
|                                             | 玉田村                                      | 大谷村                                      | 大谷村                                      | 昭和30年3月3日 旭村                         | 平成17年10月11日 鉾田市                     | 鉾田市                                      |
|                                             | 子生村                                      | 大谷村                                      | 大谷村                                      | 昭和30年3月3日 旭村                         | 平成17年10月11日 鉾田市                     | 鉾田市                                      |
|                                             | 勝下村                                      | 諏訪村                                      | 諏訪村                                      | 昭和30年3月3日 旭村                         | 平成17年10月11日 鉾田市                     | 鉾田市                                      |
|                                             | 勝下新田                                    | 諏訪村                                      | 諏訪村                                      | 昭和30年3月3日 旭村                         | 平成17年10月11日 鉾田市                     | 鉾田市                                      |
|                                             | 滝浜村                                      | 諏訪村                                      | 諏訪村                                      | 昭和30年3月3日 旭村                         | 平成17年10月11日 鉾田市                     | 鉾田市                                      |
|                                             | 安房村                                      | 諏訪村                                      | 諏訪村                                      | 昭和30年3月3日 旭村                         | 平成17年10月11日 鉾田市                     | 鉾田市                                      |
|                                             | 柏熊村                                      | 諏訪村                                      | 諏訪村                                      | 昭和30年3月3日 旭村                         | 平成17年10月11日 鉾田市                     | 鉾田市                                      |
|                                             | 柏熊新田                                    | 諏訪村                                      | 諏訪村                                      | 昭和30年3月3日 旭村                         | 平成17年10月11日 鉾田市                     | 鉾田市                                      |
|                                             | 樅山村                                      | 諏訪村                                      | 諏訪村                                      | 昭和30年3月3日 旭村                         | 平成17年10月11日 鉾田市                     | 鉾田市                                      |
|                                             | 上釜村                                      | 夏海村 の一部                               | 夏海村の一部                                | 昭和30年3月3日 旭村                         | 平成17年10月11日 鉾田市                     | 鉾田市                                      |
|                                             | 沢尻村                                      | 夏海村 の一部                               | 夏海村の一部                                | 昭和30年3月3日 旭村                         | 平成17年10月11日 鉾田市                     | 鉾田市                                      |
|                                             | 荒地村                                      | 夏海村 の一部                               | 夏海村の一部                                | 昭和30年3月3日 旭村                         | 平成17年10月11日 鉾田市                     | 鉾田市                                      |
|                                             | 成田村の一部                                | 夏海村 の一部                               | 夏海村の一部                                | 昭和30年3月3日 旭村                         | 平成17年10月11日 鉾田市                     | 鉾田市                                      |

## 地域

### 教育
- 中学校
  - 旭村立旭中学校
- 小学校
  - 旭村立旭北小学校
  - 旭村立旭西小学校
  - 旭村立旭東小学校
  - 旭村立旭南小学校
- 幼稚園
  - 旭村立旭幼稚園

## 交通

### 鉄道
- 鹿島臨海鉄道
  - 大洗鹿島線：涸沼駅 - 鹿島旭駅

### 道路
- 一般国道
  - 国道51号
- 主要地方道
  - 茨城県道2号水戸鉾田佐原線
  - 茨城県道16号大洗友部線
- 一般県道
  - 茨城県道114号下太田鉾田線
  - 茨城県道115号子生茨城線
  - 茨城県道116号鹿田玉造線

## 出身有名人
- 栗山富夫（映画監督）
- カミナリ（お笑い芸人）